# Amphinemura sumatrensis
Amphinemura sumatrensis är en bäcksländeart som först beskrevs av Navás 1930.  Amphinemura sumatrensis ingår i släktet Amphinemura och familjen kryssbäcksländor. Inga underarter finns listade i Catalogue of Life.